# 玉女番茄
玉女番茄，又称玉女小番茄，是台湾常见的一种小番茄品种，以其皮薄、多汁、甜度高、口感细致而闻名。它在番茄家族中属于“千金小姐”级别，深受大众喜爱，但也因为其独特的特性，种植和运输上都比较讲究。
玉女番茄主要产季在秋冬季，特别是12月到隔年3月，但也会受到气候影响，部分地区或温室种植的玉女番茄在春夏也有产出。
玉女番茄的推出曾一度面临挑战，但由于其独特的口感和品质，迅速获得市场认可，价格也比其他小番茄高。它的成功也改变了传统小番茄的包装和销售方式。
总之，玉女番茄是一种口感独特、品质优良的小番茄品种，虽然种植和运输上相对讲究，但其独特的风味和营养价值使其在市场上占据重要地位。